# Nasza historia
Nasza historia (fr. Notre histoire) – francuska komedia z 1984 roku w reżyserii Bertranda Bliera. Zdjęcia kręcono w departamentach Aube i Górna Sabaudia (Cluses, Bonneville, Le Petit-Bornand-les-Glières).

## Fabuła
Robert Avranche jest właścicielem warsztatu i nadużywa alkoholu. Jedzie pociągiem myśląc, że nic dobrego się nie wydarzy. Wtedy w przedziale pojawia się dziewczyna i opowiada mu historię, następnie proponuje mu seks. Ona wysiada przy następnej stacji, Robert rusza za nią. Okazuje się, że dziewczyna nazywa się Donatienne i jest znudzona, smutna, sypia z wieloma mężczyznami. Mimo to Robert chce żyć z nią.

## Główne role
- Alain Delon - Robert Avranche
- Nathalie Baye - Donatienne Pouget/Marie-Thérèse Chatelard/Geneviève Avranche
- Gérard Darmon - Duval
- Geneviève Fontanel - Madeleine Pecqueur
- Michel Galabru - Emile Pecqueur
- Philippe Laudenbach - Sam
- Paul Guers - Clark
- Jean-Louis Foulquier - Bob
- Jacques Pisias - Fred
- Vincent Lindon - Brechet
- Norbert Letheule - Paraiso
- Bernard Farcy - Farid

## Nagrody i nominacje
10. ceremonia wręczenia Cezarów
- Najlepszy scenariusz oryginalny - Bertrand Blier
- Najlepszy aktor - Alain Delon
- Najlepsza scenografia - Bernard Evein (nominacja)
- Najlepszy montaż - Claudine Merlin (nominacja)